# フィービー・ケイツの 私の彼は問題児
『フィービー・ケイツの私の彼は問題児（ドドンパ）』（フィービー・ケイツのわたしのかれはドドンパ、原題: Drop Dead Fred）は、1991年のアメリカ合衆国の映画。「問題児」は「ドドンパ」と読む。ある成人女性が潔癖症の母親から与えられたトラウマを克服するまでをコメディタッチで描く。

## あらすじ
潔癖症の母があまりにも厳しいので、優しい父が教育方針の違いから愛想を尽かして出て行ってしまった、という過去を持つヒロインには、婚約者がいて、まさに結婚しようというところ。そんなときに、幼児期の空想上の友達が突然現れる。下品な友達は、彼女の「オイタしたい」という無意識の具現のようでもある。彼女は再会した友達との共同作業でトラウマから自由になろうとする。

## キャスト
| 役名           | 俳優                   | 日本語吹替 | 日本語吹替            | 日本語吹替 |
| 役名           | 俳優                   | DVD版      | VHS版                 |            |
| -------------- | ---------------------- | ---------- | --------------------- | ---------- |
| エリザベス     | フィービー・ケイツ     | 石塚理恵   | 小山茉美              |            |
| フレッド       | リック・メイオール     | 落合弘治   | 江原正士              |            |
| ポリー         | マーシャ・メイソン     | 寺内よりえ | 沢田敏子              |            |
| チャールズ     | ティム・マシスン       | 大川透     | 西村知道              |            |
| ジェニー       | キャリー・フィッシャー | 中條佐栄子 | 小宮和枝              |            |
| ミッキー       | ロン・エルダード       |            | 曽我部和恭            |            |
| アナベラ       | ブリジット・フォンダ   |            | 安達忍                |            |
| 放火犯         | ピーター・トゥームケ   |            | 長島雄一              |            |
| ナイジェル     | ダニエル・ゲロル       |            | 西川幾雄              |            |
| マレー         | キース・チャールズ     |            | 朝戸鉄也              |            |
| ライランド医師 | ダニエル・ブーヘン     |            | 城山知馨夫            |            |
| 金髪女性       |                        |            | 小金沢篤子            |            |
| 巡査(1)        |                        |            | 菊池正美              |            |
| 巡査(2)        |                        |            | 平井誠一              |            |
| 母親           | マリー・マセイ         |            | 滝沢久美子            |            |
| 看護婦         | シェリル・ホーカー     |            | 片岡富枝              |            |
| ベビーシッター |                        |            | 藤生聖子              |            |
|                |                        |            |                       |            |
| 演出           | 演出                   |            | 田島荘三              |            |
| 翻訳           | 翻訳                   |            | 川本燁子              |            |
| 制作           | 制作                   |            | コスモ プロモーション |            |